# Sunshine Skyway Bridge
Le Sunshine Skyway Bridge est un pont routier américain franchissant la baie de Tampa en Floride. Il s'agit d'un pont à haubans d'une longueur de 8,9 kilomètres qui relie la ville de St. Petersburg à Bradenton par l'Interstate 275. Le passage est payant, 1,50 dollar par voiture depuis le 24 juin 2012.

## 1980
À la suite de la collision d'un cargo en 1980, le pont s'est partiellement effondré. Il a ensuite été détruit et reconstruit. 

## Mention littéraire
En 2014, Jean Echenoz situe l'un de ses récits — intitulé Génie civil —, dans la série de sept parus dans le recueil Caprice de la reine, dans le contexte direct de ce pont qui joue un rôle essentiel de la « chute finale » de la nouvelle,.